# Naoto Otake
Naoto Otake (Shizuoka, 18 de outubro de 1968) é um ex-futebolista profissional japonês que atuava como defensor.

## Carreira
Naoto Otake integrou a Seleção Japonesa de Futebol na Copa da Ásia, de 1988 e 1992.

## Títulos
Seleção Japonesa
- Copa da Ásia de 1992